# Aedes dasyorrhus
Aedes dasyorrhus é um espécie de mosquito do género Aedes, pertencente à família Culicidae.